# Stazione meteorologica di Paularo
La stazione meteorologica di Paularo è la stazione meteorologica di riferimento relativa alla località di Paularo.

## Coordinate geografiche
La stazione meteo si trova nell'Italia nord-orientale, in Friuli-Venezia Giulia, in provincia di Udine, nel comune di Paularo,  a 690 metri s.l.m. e alle coordinate geografiche 46°32′N 13°07′E.

## Dati climatologici
In base alla media trentennale di riferimento 1961-1990, la temperatura media del mese più freddo, gennaio, si attesta a +0,8 °C; quella del mese più caldo, luglio, è di +18,1 °C .
| Paularo            | Mesi | Mesi | Mesi | Mesi | Mesi | Mesi | Mesi | Mesi | Mesi | Mesi | Mesi | Mesi | Stagioni | Stagioni | Stagioni | Stagioni | Anno |
| Paularo            | Gen  | Feb  | Mar  | Apr  | Mag  | Giu  | Lug  | Ago  | Set  | Ott  | Nov  | Dic  | Inv      | Pri      | Est      | Aut      | Anno |
| ------------------ | ---- | ---- | ---- | ---- | ---- | ---- | ---- | ---- | ---- | ---- | ---- | ---- | -------- | -------- | -------- | -------- | ---- |
| T. max. media (°C) | 5,3  | 7,1  | 10,6 | 13,4 | 17,7 | 21,0 | 23,5 | 23,4 | 21,4 | 17,4 | 9,6  | 5,7  | 6,0      | 13,9     | 22,6     | 16,1     | 14,7 |
| T. min. media (°C) | −3,8 | −2,9 | 0,1  | 4,2  | 8,0  | 11,3 | 12,8 | 12,5 | 9,9  | 6,0  | 1,7  | −2,3 | −3,0     | 4,1      | 12,2     | 5,9      | 4,8  |